# ブラック・キャット (小説)
『ブラック・キャット』は、新井素子による全4作のライトノベルシリーズ（集英社コバルト文庫）、及び同作品に登場する3人組の怪盗集団の名称である。

## 表記について
第1話では「ブラック キャット」、第2話以降では「ブラック・キャット」と表記されている。作中で予告状の署名などは「BLACK CAT」が使われている。本項では、シリーズ名としても使われている「ブラック・キャット」で統一する。

## 概要
「運動のできない泥棒」と「天才的に不器用なスリ」と「虫も殺せぬ殺し屋」。三重苦の怪盗団ブラック・キャットの奇想天外な活躍ぶりを描く。第1話は千秋を主人公とする一人称形式で書かれたが、第2話以降は三人称形式となった。
各話のタイトルにはチェス用語が使われている。これはブラック・キャットによる犯行＝オペレーションの名称でもあり、それぞれの犯行の性質を表している。
全4作であるが、完結までにほぼ20年かかった。

## 各話の構成
- ブラック キャット1（副題アンパッサン）
『コバルト』1983年春号掲載
追われていたスリの千秋を助けたのは、キャットと名乗る謎の美女だった。明拓を加えた3人組は、岡沢デパートの美術館から皇帝サファイアを強奪しようとするが、三者それぞれの思惑が絡まり合い、事件は予想外の方向へ進む。
- ブラック・キャット(2)ナイト・フォーク
『コバルト』1985年冬号、春号掲載
デパート襲撃事件の1ヵ月後、千秋は健気な女子中学生の青木春美と知り合う。彼女の級友の南くんは、異様に成功率の高いPKを持つ超能力少年だった。そして次の獲物は南くんの「超能力」。
計画は着々と進行し、キャットの過去と目的の片鱗が明かされる。
- ブラック・キャット(3)キャスリング
『コバルト』1994年2月号、4月号掲載
今回の獲物は、前々から狙っていたブルーダイヤのネックレス「海の涙」。持ち主のララベス妃はキャットと深い因縁があり、逆に何かを企んでいるようだ。虚々実々の対決のさなか、千秋は刑事ひろふみと出会い、意気投合してしまう。
ついにキャットと明拓の正体が語られ始める。ブラック・キャット・ゲームとは何なのか。
- ブラック・キャット(4)チェックメイト
『コバルト』2003年8月号、10月号掲載、後編部分は書き下ろし
「海の涙」事件の後、アジトを動かずに何かを待つキャット達。やがて「あの人」からのメッセージが届き、人里離れた美術館を舞台に最後の対決が始まる。何故か絡んでくるひろふみのせいで、物語は作者にも予想外の展開をとげる。キャットの秘密が明かされる完結編。

## 登場人物
広瀬千秋（ひろせ ちあき）
類稀なトラブルメーカーで、見事なプロポーションの持ち主の良心的なスリ。ひょんなことからキャットにひろわれブラック・キャットの一員となる。100メートル走で県の高校女子記録を出したほどの俊足であり、明拓も舌を巻く程の身体能力の持ち主。第1話開始時には19歳。第3作で偶然ひろふみと出会い、破壊魔同士として意気投合する。
生後3ヶ月で岡山駅に捨てられ、施設で育った。中学1年の時に広瀬家の養女となる。高校卒業と同時に広瀬夫妻が事故死して再び孤児となり自立するが、スリ以外は何をやっても不器用なために、どの仕事も長続きしなかった。
キャット
エカテリーナとも名乗る。クオーターのファニイ・フェイスで、ブラック・キャットの中心人物。本名・年齢・国籍・過去の経歴など一切不明の謎の女。身長や体格は千秋とほとんど同じ。ほぼ万能のスーパーレディーだが、心臓に障害があり激しい運動ができない。本名キャサリン・オヴライエン（通称キャシー）。年齢は20代後半。テレポーターとして、とある国の秘密組織で働いていた。能力を使い過ぎて体を壊した後、ララベス妃の替え玉となるために顔を変え、全ての過去を捨てるが、その計画も失敗し、組織を出奔した。「キャット」は組織時代の暗号名。家族の縁が薄く、肉親の情を理解できずにいたが、妹・娘のような千秋と出会い変わっていく。母親は東京出身だが、日本に来た事はなかった。
黒木明拓（くろき あきひろ）
鍛え上げられた肉体を持つ髭もじゃの巨漢。銃器と機械のエキスパート。ブラック・キャットの一員で、キャットとは長い付き合い。年齢は30代半ば。昔は凄腕のスナイパーだったが、ある事件で受けたトラウマのために生き物を狙えない。本名スティーブン・アキヒロ・クロキ。潤一郎に捨てられて自殺しようとしたキャットに「ブラック・キャット・ゲーム」（キャットの存在をアピールし、殺しに来る潤一郎を明拓が迎えうち、どちらが殺されるか）を提案した。第4話では髭を剃り、まるでハイティーンにしか見えない童顔になった。両親の実家がある高崎で生まれたが、日本の記憶はない。
秋野圭吾（あきの けいご）
たたきあげの有能な警部。仏の秋野と呼ばれるほどの好人物。独身。
山崎ひろふみ（やまさき ひろふみ）
秋野警部に預けられた20代半ばの新人刑事。天性のトラブル関係者。「常識で考えれば、絶対壊せる訳のないものを、本人に壊そうという意図がまったくなく、必ず壊す」という異常な特技の持ち主。本作での初登場は1作目のラストだが、その時既に派出所一つを壊していたほどである。
当初は何を壊しても本人にほとんど罪の意識は無かった（特に親しい人間に関すること以外）が、壊すことは何がなんでも悪いとのちに考えを改めるようになる。この思考が千秋と偶然ながらも親しくなるきっかけになる。
モデル（の原型）は、作者の高校時代からの友人で、第2話以降の本文イラストを担当した山崎博海（女性）。
新村潤一郎（にいむら じゅんいちろう）
第2話までは「あの人」「あいつ」としてキャットと明拓がたまに話題にするだけだった人物。キャットと明拓に深い関わりがあるらしい。第4話での偽名は堂本ジョン。組織一の殺し屋。キャットの恋人だったが、大病持ちの妹のためにキャットを捨てた。組織の追っ手としてキャットと明拓を殺すために来日するが、その準備中に妹が死んでしまい計画を変える。12歳まで日本で過ごした。

## 単行本
- ブラックキャット1
1984年1月15日発行 ISBN 4-08-610630-2
併録 「あ・ら・かると三品」「山手線のあいちゃん」「夕暮れ・七つの情景」
- ブラック・キャット(2) ナイト・フォーク
1985年9月15日発行 ISBN 4-08-610777-5
- ブラック・キャット(3) キャスリング（前）
1994年12月10日発行 ISBN 4-08-614016-0
- ブラック・キャット(3) キャスリング（後）
1994年12月10日発行 ISBN 4-08-614017-9
併録 「αだより」（『星へ行く船』番外編）
- ブラック・キャット(4) チェックメイト（前）
2004年1月10日発行 ISBN 4-08-600361-9
- ブラック・キャット(4) チェックメイト（後）
2004年1月10日発行 ISBN 4-08-600362-7

## 他作品との関連
- 山崎ひろふみは、著者の多数の作品に名前が出てくるキーパーソン。『星へ行く船』の山崎太一郎の先祖でもある。
- 秋野警部は『…絶句』の登場人物と同一人物であり、第2話で出てくる彼のトラウマは同書のエピソードに由来するもの。同書には、部下の春日みのりや浜田刑事も登場している。第3話で警部と知り合った秋野信拓や、第1話冒頭で出てくるグリフォの客3人も、同書の登場人物達。